# Amegilla mesopyrrha
Amegilla mesopyrrha es una especie de abeja excavadora perteneciente al género Amegilla, categorizada en la tribu Anthophorini, de la subfamilia Apinae. Fue descrita científicamente por el naturalista inglés Theodore Dru Alison Cockerell en 1930.
Mide 8-24 mm de longitud. La cara presenta una tonalidad amarilla, con algunas marcas blancas que puede variar de amarillo rojizo a marrón.

## Distribución
La especie se distribuye por Asia, en China.